# Humanity+
Humanity+ (auch Humanity Plus; früher World Transhumanist Association) ist eine Non-Profit-Organisation mit der erklärten Mission, „den ethischen Einsatz von Technologie und evidenzbasierter Wissenschaft zur Erweiterung der menschlichen Fähigkeiten“ zu fördern. Sie gilt als wichtigste Organisation des Transhumanismus.

## Tätigkeit
Bei ihrer Gründung vertraten die Verantwortlichen der Organisation die Ansicht, dass gesellschaftliche Widerstände ihre futuristischen Visionen untergraben könnten und dass man sich mit ihnen auseinandersetzen und öffentliche Advocacy betreiben müsse. Ein besonderes Anliegen ist der gleichberechtigte Zugang zu Technologien zur Verbesserung der menschlichen Gesundheit und zur Lebensverlängerung über alle Klassen und Grenzen hinweg. Die Organisation führt regelmäßig Konferenzen und Bildungsveranstaltungen durch. Humanity + spricht sich laut Eigenangaben für den ethischen und sicheren Einsatz von künstlicher Intelligenz, Nanotechnologie, Nanomedizin, Biotechnologie, Stammzellen- und Gentherapie und weiterer Zukunftstechnologien zum Wohle der Menschheit aus.

## Geschichte
Ein Vorläufer kann das 1992 von Max More und T.O. Morrow gegründete Extropy Institute gelten. Dieses war libertär orientiert und richtete sich an der Philosophie der Autorin Ayn Rand aus. Im Jahr 1998 wurde die World Transhumanist Association (WTA) von Nick Bostrom und David Pearce gegründet. Im Jahr 2002 wurde sie als 501(c)(3) gemeinnützige Gesellschaft eingetragen. Die WTA begann, sich für die Anerkennung des Transhumanismus als legitimen Gegenstand wissenschaftlicher Forschung und öffentlicher Politik einzusetzen und die vom Extropy Institute bereits geschaffene akademische Präsenz in den Bereichen Computerwissenschaft, Künstliche Intelligenz, Nanotechnologie und Philosophie zu ergänzen.
2006 wurde im Slate Magazin über politischen Grabenkämpfen innerhalb der World Transhumanist Association berichtet, der 2004 vor allem zwischen der libertären Rechten und den Linksliberalen ausbrach, wobei die Linksliberalen sich durchgesetzt haben sollen.

## Personen
Folgende Personen stehen mit der Organisation in Verbindung:
- Nick Bostrom
- David Pearce
- Natasha Vita-More
- George Dvorsky
- Giulio Prisco
- James Hughes
- Mark Alan Walker
- Aubrey de Grey
- Max More
- Ben Goertzel
- Patri Friedman
- R. U. Sirius
- Martine Rothblatt
- Linda MacDonald Glenn
- Giuseppe Vatinno